# Chat sauvage d'Afrique subsaharienne
Felis silvestris cafra
Pour d'autres « chats », voir Chat (animal).
Sous-espèce
Le Chat sauvage d'Afrique subsaharienne (Felis silvestris cafra) est une sous-espèce du Chat sauvage. 

## Taxonomie
|  | F. s. ornata |
|  |              |
|  | F. s. bieti  |
|  |              |

|  | F. s. lybica |
|  |              |
|  | F. s. catus  |
|  |              |

|  | F. s. ornata |
|  |              |
|  | F. s. bieti  |
|  |              |

|  | F. s. lybica |
|  |              |
|  | F. s. catus  |
|  |              |

|  | F. s. ornata |
|  |              |
|  | F. s. bieti  |
|  |              |

|  | F. s. lybica |
|  |              |
|  | F. s. catus  |
|  |              |

|  | F. s. ornata |
|  |              |
|  | F. s. bieti  |
|  |              |

|  | F. s. lybica |
|  |              |
|  | F. s. catus  |
|  |              |

|  | F. s. ornata |
|  |              |
|  | F. s. bieti  |
|  |              |

|  | F. s. lybica |
|  |              |
|  | F. s. catus  |
|  |              |

|  | F. s. ornata |
|  |              |
|  | F. s. bieti  |
|  |              |

|  | F. s. lybica |
|  |              |
|  | F. s. catus  |
|  |              |

|  | F. s. ornata |
|  |              |
|  | F. s. bieti  |
|  |              |

|  | F. s. lybica |
|  |              |
|  | F. s. catus  |
|  |              |

|  | F. s. ornata |
|  |              |
|  | F. s. bieti  |
|  |              |

|  | F. s. lybica |
|  |              |
|  | F. s. catus  |
|  |              |

Des travaux effectués sur l'ADN en 2006 et 2007, effectués sur les chromosomes sexuels et l'ADN mitochondrial de toutes les espèces de félins, conjugués à des recherches paléontologiques, ont révélé que les félins ont divergé en huit lignées distinctes. La lignée du chat domestique constitue la dernière lignée à diverger, il y a environ 3,4 Ma, au Pliocène, dans les déserts et les forêts denses du bassin méditerranéen.
Les preuves fossiles pour les félins sont assez rares. La base de la lignée du Chat sauvage (Felis silvestris) est probablement Felis lunensis dont des fossiles ont été retrouvés au Villafranchien supérieur dans un gisement de Toscane. Des formes intermédiaires entre Felis lunensis et Felis silvestris ont été découvertes dans des gisements du Pléistocène, notamment dans le gisement de Petralona en Grèce.
De nombreux ouvrages considèrent à présent le Chat sauvage comme une espèce polytypique, englobant plusieurs sous-espèces : le Chat forestier (Felis silvestris silvestris), le Chat sauvage d'Afrique subsaharienne, le Chat orné (Felis silvestris ornata), le Chat de Biet (Felis silvestris bieti), le Chat ganté (Felis silvestris lybica) et le Chat domestique (Felis silvestris catus),. En 2007, des analyses génétiques ont montré que le point de divergence des sous-espèces du Chat sauvage est estimé à 230 000 ans.

## Répartition
Ce félin, longtemps confondu avec le Chat ganté (Felis silvestris lybica), occupe l'Afrique australe.

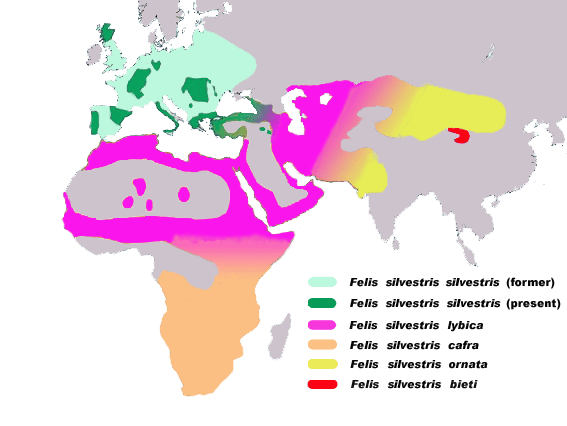
En marron clair, aire de répartition du Chat sauvage d'Afrique subsaharienne